# Bible Hill
Bible Hill – wieś (village) w kanadyjskiej prowincji Nowa Szkocja, w hrabstwie Colchester, należąca do obszaru podmiejskiego Truro.
Nazwa miejscowości jest związana z działalnością żyjącego na terenach obecnej wsi pastora Williama McCullocha, który prowadził na szeroką skalę akcję ewangelizacyjną poprzez rozdawnictwo Biblii.